# Deutschbund
Le Deutschbund (ou Ligue allemande) est une des premières organisations du mouvement völkisch à s’être formées dans l’Empire allemand.

## HIstorique
Le mouvement fut fondé en 1894 par le journaliste Friedrich Lange (en) à Berlin.
Dans quelques États et régions de l’empire allemand, il se forma ensuite ce qu’on appela des Deutschbund-Gemeinden (Communautés Deutschbund).  Les membres ("frères") de ces communautés provenaient souvent de cercles de notables protestants-conservateurs.  Les communautés agissaient comme des cercles de comploteurs, leurs membres se considéraient comme une élite raciale et s’efforçaient d’approfondir le caractère national allemand.  L’invitation d’entrée dans la ligue comprenait un paragraphe qui subordonnait l’admission à une filiation aryenne. Les membres tenaient par localité un tableau de origines dans lequel était reportée la filiation des aryens et non-aryens connus.
Nonobstant de nombreuses crises, le Deutschbund pu également maintenir après la Première Guerre mondiale sa position de tête dans le mouvement völkisch.  Le haut fonctionnaire Max Robert Gerstenhauer joua à cet égard un rôle important.  C’est également à lui qu’il faut imputer le rapprochement, qui survint très tôt, avec le National socialisme.
La ligue éditait une feuille de liaison, les « Deutschbund-Blätter » (feuilles du Deutsch-bund) et était l’éditeur de quelques écrits völkisch.
La plus haute juridiction du NSDAP reconnut en 1934 le Deutschbund comme la plus ancienne association völkisch et autorisa les membres du parti à détenir une double affiliation.  L’organisation fut dissoute en 1945 par les Alliés.

## Source de la traduction
- (de) Cet article est partiellement ou en totalité issu de l’article de Wikipédia en allemand intitulé « Deutschbund » (voir la liste des auteurs).